# Пам'ятники Карлові Марксу (Київ)
У Києві за історію міста було встановлено принаймні п'ять пам'ятників Карлові Марксу. Перший існував кілька місяців у 1919 році і був зруйнований денікінцями, другий існував у 1922—1933 роках на сучасному Майдані Незалежності, ще один існував на Деміївці в 1920-х—1930-х роках, четвертий існував на території сучасної Свято-Михайлівської (колишньої Жовтневої) лікарні до 1990-х. Останній було встановлено на території Київської кондитерської фабрики «Рошен» (колишньої Київської кондитерської фабрики імені Карла Маркса) та демонтовано в 2016 році.

## Перший пам'ятник
Перший пам'ятник німецькому науковцеві в Києві знаходився на Радянській площі (сучасний Майдан Незалежності) на місці поваленого в 1917 році пам'ятника Петрові Столипіну. Ідея спорудити пам'ятник Карлові Марксу на цьому місці виникла ще в 1919 році на виконання ленінського плану монументальної пропаганди. Гіпсовий бюст Маркса роботи скульптора Йосипа Чайкова на дерев'яному постаменті було відкрито 20 лютого 1919 року, через два тижні після встановлення радянської влади в місті. Втім, уже 31 серпня 1919 Добровольча армія ввійшла до Києва й того ж дня зруйнувала цей пам'ятник.

## Другий пам'ятник

### Історія
За два роки після зруйнування збудованого в 1919 році пам'ятника постала ідея відновити монумент на тому ж місці. У січні 1922 року Губвиконком затвердив кошторис на пам'ятник Карлові Марксу. Передбачалося відлити пам'ятник з бронзи силами Політехнічного інституту. Згодом замовлення було передано Держзаводу № 30 (сучасний завод «Арсенал»). Керував роботами російський скульптор Йосип Чайков, який допрацював перший варіант пам'ятника, зруйнований 1919 року.
30 квітня газета «Пролетарская правда» сповістила про те, що 1 травня планується відкриття гіпсової скульптури, вкритої бронзовою патиною, встановленої на асфальтовий постамент. Бронзова скульптура мала бути відлита на Держзаводі № 30 та встановлена наприкінці травня.
1 травня 1922 року о 15.00 відбулося урочисте відкриття пам'ятника. Пам'ятник було відкрито в присутності десяти тисяч глядачів у момент повернення колони військових частин та робітничих організацій з Іподрому, де проходили урочисті заходи.
До кінця травня гіпсовий пам'ятник так і не замінили бронзовим. Наступною датою встановлення бронзового пам'ятника мав стати серпень 1922 року, але і тоді гіпсову скульптуру не замінили. Згодом про необхідність заміни забули, і пам'ятник так і лишився гіпсовим.
Пам'ятник було таємно знищено за одну ніч улітку 1933 року.

### Архітектурні особливості
Пам'ятник являв собою гіпсовий торс Карла Маркса, вкритий бронзовою патиною, встановлений на асфальтовий п'єдестал. Загальна висота пам'ятника разом з постаментом становила близько 6,8 метрів. Німецький вчений був зображений з рукою за лацканом сюртука, що стало предметом жартів киян. Постамент складався з п'ятьох різновеликих кубів, які утворювали піраміду, оточених металевими ланцюгами. Вважають, що це показувало, що пролетаріату нема що втрачати, крім власних ланцюгів.
Це творіння Йосипа Чайкова було зроблено в популярному на той час стилі кубізму (який до 1930-х перестане бути масовим, але автор пам'ятника на той час уже буде професором ВХУТЕМАСа). За оцінкою газети «Правда», пам'ятник був виконаний в стилі, перехідному від кубізму до конструктивізму, але з натуралістичним трактуванням фігури Маркса. Інше джерело оцінює фігуру Маркса як виконану в суто узагальненій та схематизованій пластичній манірі.

### Сприйняття
У перші дні після встановлення пам'ятнику було присвячено ряд пропагандистських творів, зокрема, російськомовний вірш Василя Пячети, опублікований у газеті «Пролетарская правда»:
|  | На площади, где порыжевший Маркс забыл закончить начатое слово, уйдя в игру кубических и ровных отточенно – граненных масс, где над прозрачным Исполкомом пятиконечных звезд отлет течет пурпурно и светло, в ярме ночной орды влекомый; где вечер, зыбко преломившись на перекрестках и углах, упал на дно Днепровского стекла, и ринулся опять на крыши, а там: на отмашь распахнул еще смолистую и явно жарой и цементом недавним запечатлевшуюся тишину; где зелень каждого куста еще таит чужие звуки: как будто – в думах кавалера Глюка забылся Пролетарский сад – там, незамеченный никем, беседует с единственным милиционером – великим Марксом в сером и порыжевшем сюртуке. |

Однак своєрідний стиль пам'ятника, неестетичний вигляд постамента та «гіпсовість» скульптури одразу стали об'єктом численних жартів та насмішок. Найбільше насміхалися над позою Карла Маркса, який, за тодішніми жартами, ховав за лацканом сюртука чи то «Капітал», бо потрапив на «Воровскую» (укр. «Злодійську») вулицю (Хрещатик тоді перейменували на вулицю Воровського), чи то іноземну валюту (на протилежному боці Хрещатика тоді була валютна «чорна біржа»). Сюртук на Марксі був застібнутий справа наліво, немов жіночий, через що казали, що на Марксі перелицьований сюртук Столипіна.
Найвідомішими відгуками про пам'ятник є коментарі Михайла Булгакова в книзі «Киев-Город»:
|  | Слів для опису чорного бюста Карла Маркса, поставленого перед Думою в обрамленні білої арки, в мене немає. Я не знаю, який художник створив його, але це неприпустимо. Необхідно відмовитися від думки, що зображення знаменитого німецького вченого може виліпити всякий, кому не ліньки. |

Осипа Мандельштама:
|  | Ні, це не Маркс, це щось інше! Може, це чудовий виконроб чи геніальний бухгалтер? |

та Віктора Некрасова:
|  | Столипіна скинули (...), а на його місце поставили Карла Маркса. Він височів, точніше, верхня його половина, від пояса, на двох врізаних один в одний кубах, і сам був у тому ж стилі, який називався тоді «кубізмом». Одна його рука була заправлена за борт чи то фрака, чи то піджака (жартували, що він тримається за гаманець), іншої, по-моєму, зовсім не було. |

## Пам'ятник на Деміївці

Пам'ятник у Жовтневій лікарні, 1980-ті

Пам'ятник Марксові також існував у 1930-х роках на тодішній околиці Києва Деміївці. Пам'ятник згадується в путівнику Києва Федора Ернста 1930 року, де зазначається, що у сквері в кінці Великої Васильківської вулиці (нині Голосіївський проспект, район станції метро «Голосіївська») встановлене бронзове погруддя Карла Маркса. Пам'ятник нині не існує, час його демонтажу невідомий.

## Пам'ятник у Жовтневій лікарні
Праворуч від входу до 14-ї міської клінічної лікарні імені Жовтневої Революції (більш відома як Жовтнева лікарня, нині Свято-Михайлівська) існував бронзовий повнофігурний пам'ятник Карлові Марксу на бетонному постаменті. Пам'ятник був зруйнований в другій половині 1990-тих років.

## Пам'ятник на кондитерській фабриці

### Опис
Бронзове погруддя Карла Маркса на гранітному постаменті було встановлене на території Київської кондитерської фабрики «Рошен» (колишньої Київської кондитерської фабрики імені Карла Маркса, входить до складу концерну «Рошен»). Пам'ятник не згадувався в довідниках та путівниках по Києву: імовірно, він був споруджений заходами адміністрації фабрики й ніколи не стояв на державному обліку. Тим не менш за радянських часів у пресі іноді траплялися згадки про нього. Так, у повідомленні РАТАУ від 5 травня 1983 року говорилося:
|  | З нагоди 165-річчя з дня народження великого мислителя і революціонера, вождя і вчителя світового пролетаріату К. Маркса генеральний консул НДР у Києві З. Хьольдтке і співробітники консульства поклали 5 травня квіти до пам'ятника основоположнику наукового комунізму, встановленого на території Київської фабрики, що носить ім'я беззавітного борця за щастя людей праці. Квіти було покладено також до стели працівникам фабрики, які загинули в роки Великої Вітчизняної війни. |

Це повідомлення було надруковано 6 травня 1983 в київських газетах «Прапор комунізму» та «Вечірній Київ».
Це був останній збережений пам'ятник Марксові в Києві.

### Демонтаж
У травні 2015 року в Україні набуло чинності законодавство про декомунізацію. У контексті декомунізації в серпні того ж року журналіст і блогер Сергій Іванов привернув увагу до існування пам'ятника Марксу на території фабрики «Рошен». Це повідомлення спровокувало жваве обговорення в соціальних мережах та було поширене в ЗМІ. При цьому сам Іванов заявив, що не вважає, що закон вимагає демонтувати цей пам'ятник, але вважає факт існування пам'ятника показовим:
|  | А де ви знайшли звинувачення у невиконанні закону? Але цей виплеканий бюст — яскраве свідчення відношення власника до комуністичних ідеалів. |

Питання того, чи підлягає пам'ятник демонтажу, призвело до дискусій. Український інститут національної пам'яті (УІНП) обґрунтовував необхідність демонтажу тим, що хоча Карл Маркс не є особою, яка обіймала керівні посади в радянській владі чи комуністичній партії, пам'ятник Марксу підпадає під декомунізацію як пов'язаний з діяльністю комуністичної партії, оскільки са́ме вчення марксизму стало основою комуністичного режиму, а меморіалізація Маркса й Енгельса була складовою радянської пропаганди. На противагу цьому стверджувалося, що Маркс був передусім видатним мислителем (і визнається таким у світі) та не закликав до комуністичного терору, який був лише інтерпретацією його ідей, тож існування пам'ятників йому прийнятне.
Також обговорювалася роль Президента України Петра Порошенка, який водночас є власником фабрики «Рошен», на території якої встановлений пам'ятник. Опоненти Порошенка вважали, що його дії є непослідовними, оскільки він сам, підписавши закони про декомунізацію, не виконував їх на своєму підприємстві. Водночас однопартійці Президента стверджували, що він є прихильником декомунізації, проте згідно з українським законодавством не має права безпосередньо керувати своїми активами, перебуваючи на посаді Президента, та звинувачували в недемонтажі пам'ятника керівників фабрики. Голова УІНП Володимир В'ятрович вважав, що фабрика «Рошен», пов'язана з Президентом, мала показати приклад, демонтувавши пам'ятник:
|  | Що стосується пам'ятника Карлу Марксу, то очевидно, що тут немає взагалі ніяких виправдань, чому він досі не демонтований. Жодних винятків на якісь підприємства немає, пам'ятник повинен бути демонтований з публічного простору. Мені здається, що якщо ми говоримо про підприємства, які пов'язані з главою держави, то тут надзвичайно важливо, щоб вони були прикладом у дотриманні законодавства. |

У вересні 2015 та повторно в листопаді 2016 року Український інститут національної пам'яті у відповідь на звернення громадян офіційно звертався до керівництва Київської кондитерської фабрики «Рошен» з вимогою про демонтаж пам'ятника Карлові Марксу на її території як символіки комуністичного режиму згідно з законодавством про декомунізацію. Працівник Українського інституту національної пам'яті Сергій Рябенко в травні 2016 повідомив, що інститут спілкувався з керівництвом фабрики «Рошен», і фабрика вирішила була демонтувати пам'ятник та встановити його в іншому місці території, де він, імовірно, перебуватиме на зберіганні.
У грудні 2016 року Київська кондитерська фабрика «Рошен» демонтувала пам'ятник разом із постаментом. Після демонтажу погруддя Маркса зберігається в дерев'яному каркасі у приміщенні, закритому для працівників фабрики й відвідувачів, а на місці пам'ятника залишився лише пофарбований майданчик.